# Tornaszentjakab
Tornaszentjakab ist eine ungarische Gemeinde im Kreis Edelény im Komitat Borsod-Abaúj-Zemplén.

## Geografische Lage
Tornaszentjakab liegt in Nordungarn, 47 Kilometer nördlich des Komitatssitzes Miskolc. 27 Kilometer nordöstlich der Kreisstadt Edelény und 2 Kilometer südlich der Grenze zur Slowakei. Nachbargemeinden sind Debréte, Viszló und Becskeháza.

## Sehenswürdigkeiten
- Nepomuki-Szent-János-Statue
- Reformierte Kirche, erbaut 1787–1791
- Römisch-katholische Kirche Szent Jakab apostol, ursprünglich im 12. Jahrhundert erbaut, Ende des 18. Jahrhunderts im spätbarocken Stil umgebaut

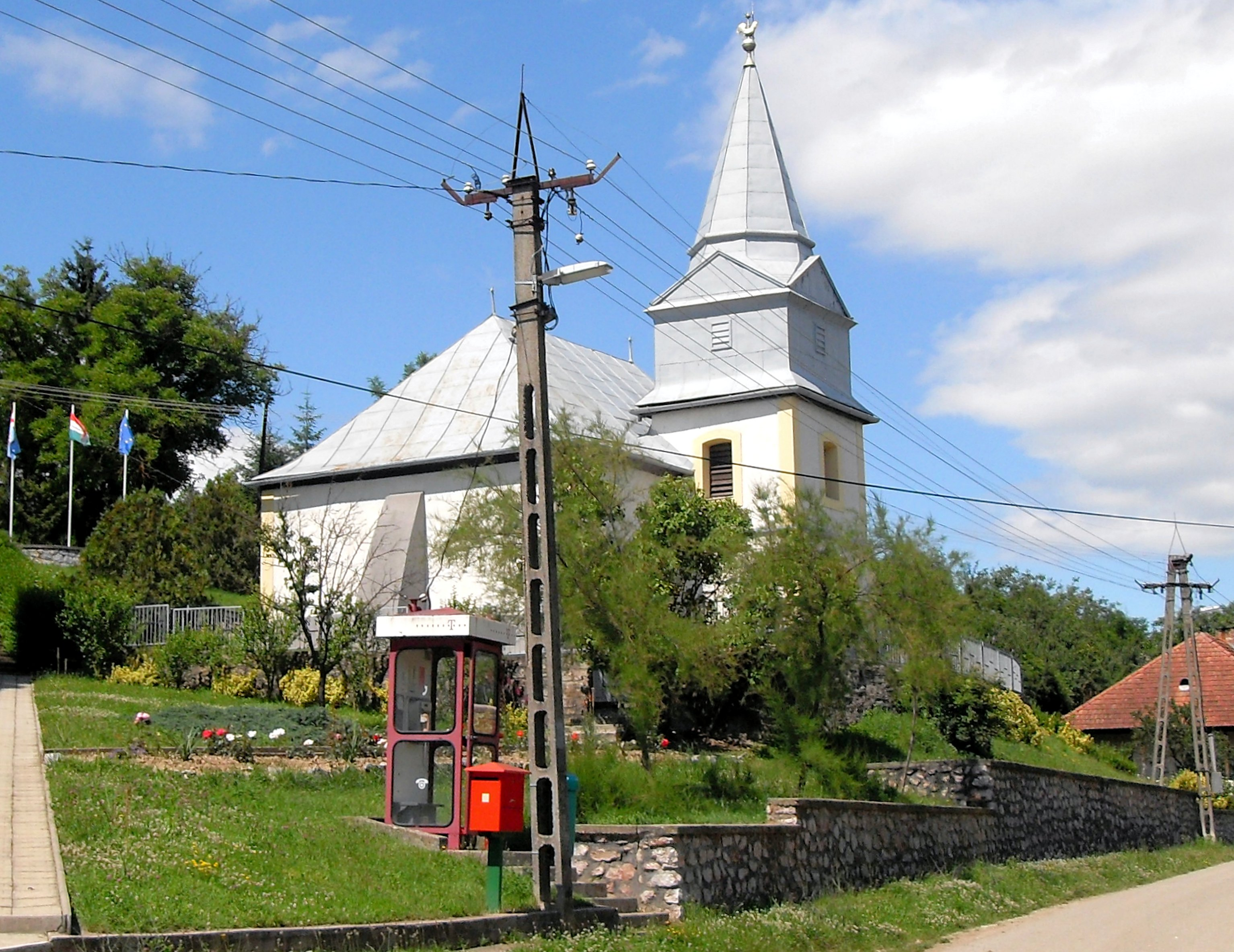
Reformierte Kirche
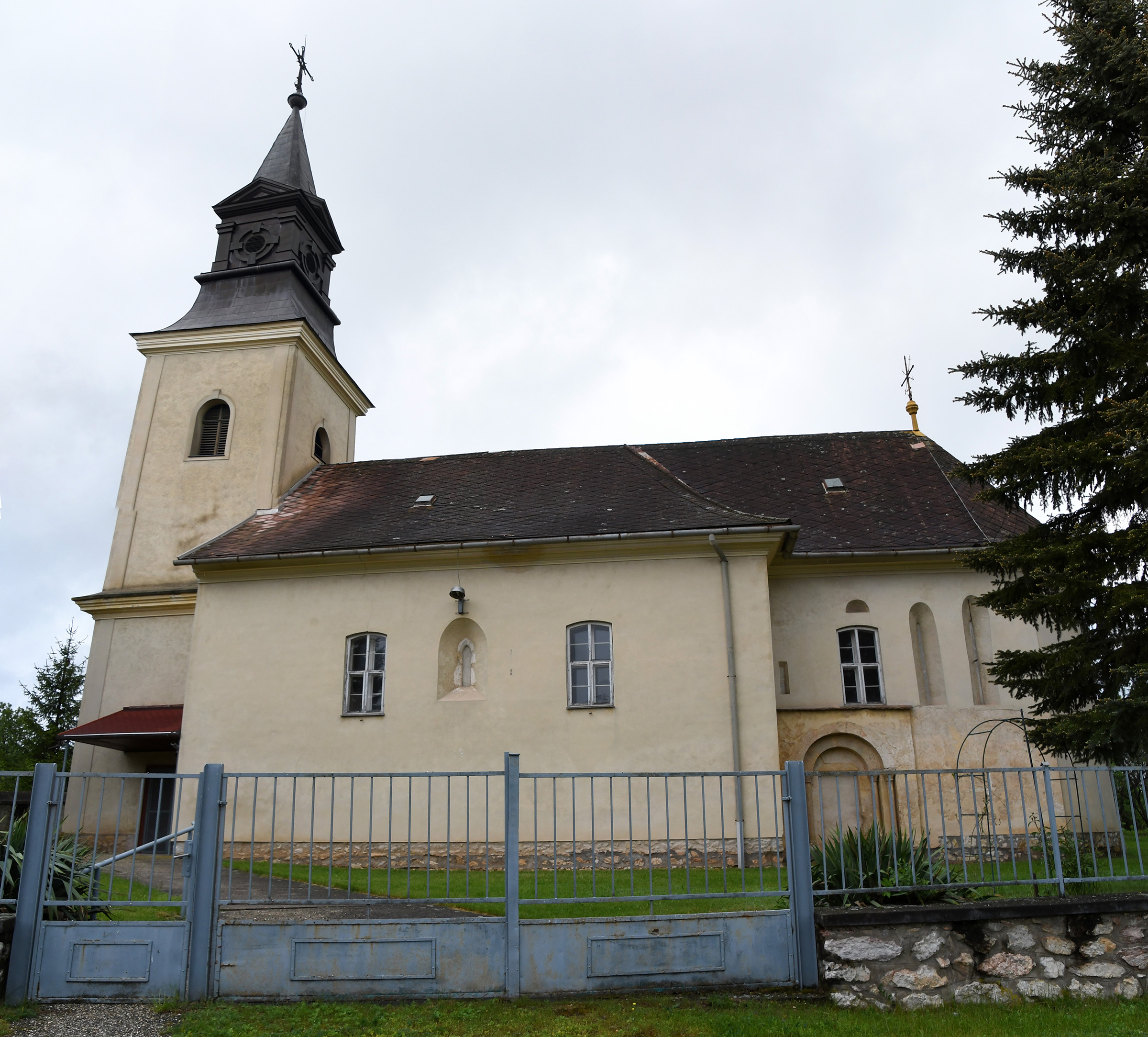
Römisch-katholische Kirche Szent Jakab apostol
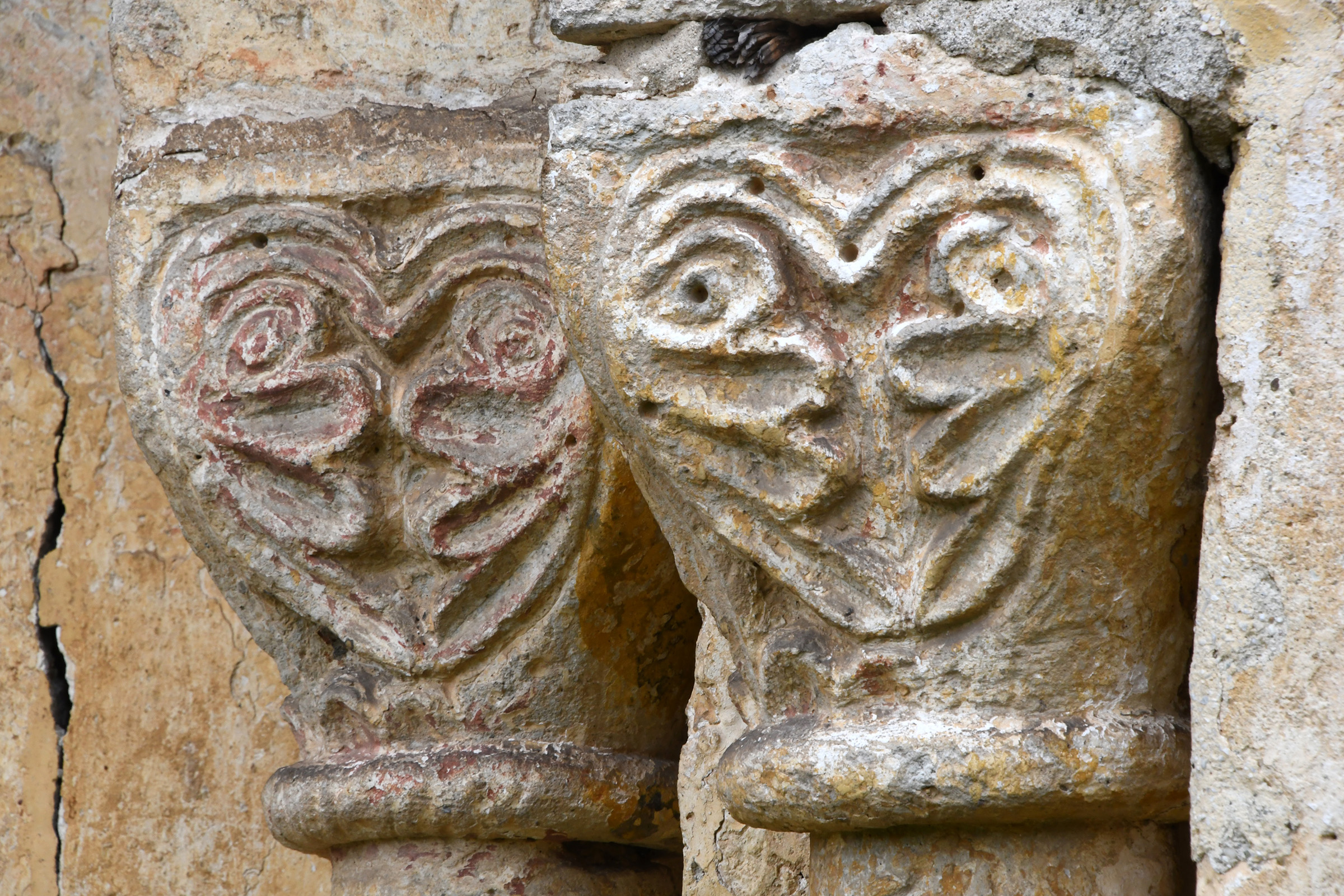
Kapitelle an der römisch-katholischen Kirche
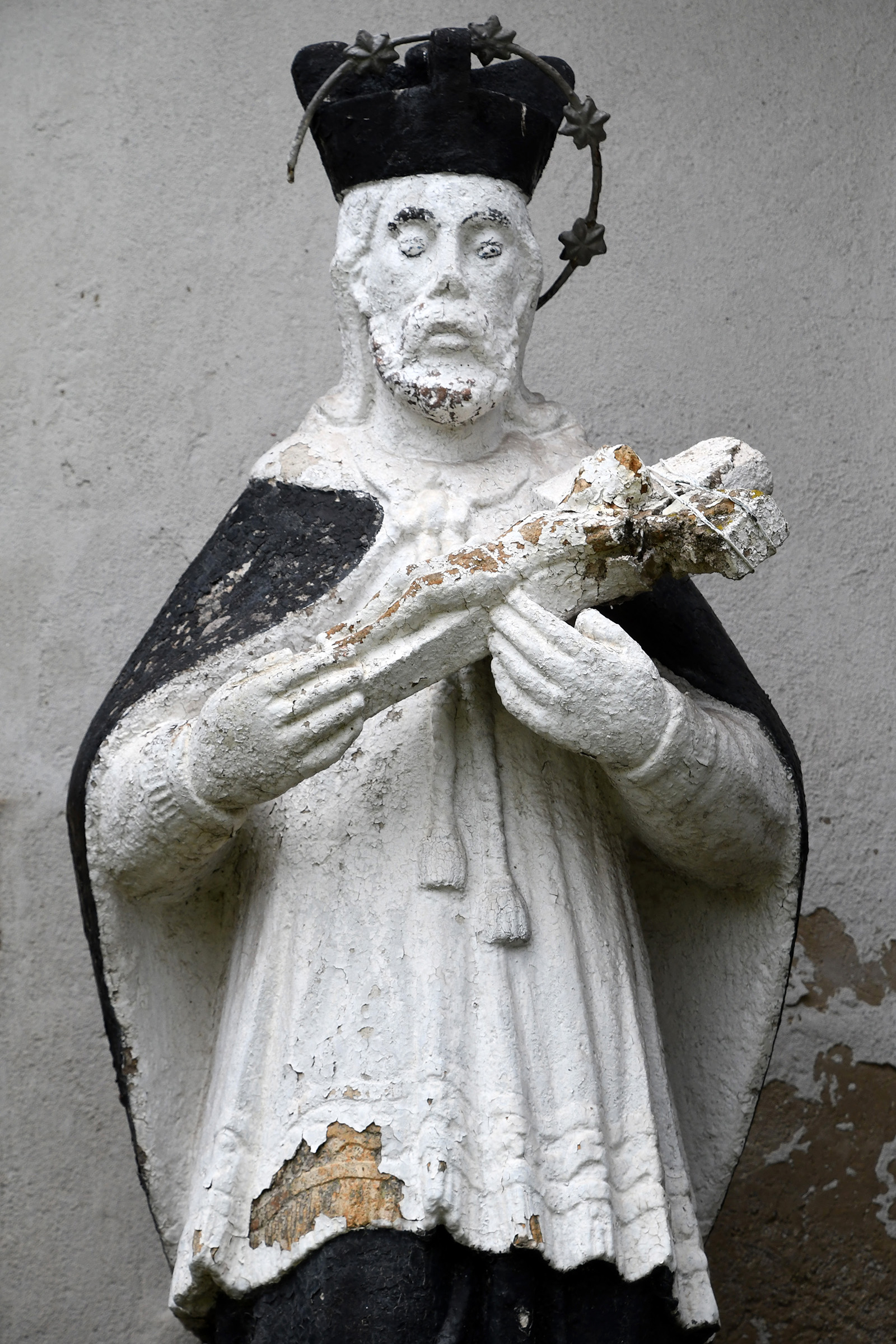
Nepomuki-Szent-János-Statue

## Verkehr
Durch Tornaszentjakab verläuft die Landstraße Nr. 2614. Es bestehen Busverbindungen nach Hidvégardó sowie über Bódvalenke nach Komjáti, wo sich der nächstgelegene Bahnhof befindet.